# Vinice Mabansag
Vinice Mabansag est une petite fille née à Manille qui a été choisie symboliquement comme la huit milliardième personne sur Terre par la Commission sur la population et le développement des Philippines.

## Vie privée
Vinice Mabansag est née le 15 novembre 2022 à l'hôpital Dr. Jose Fabella Memorial à 1 h 29. Selon le médecin Romeo Bituin, son accouchement s'est déroulé sans aucun problème,. Elle a été choisie par les Nations unies pour le jalon démographique. Ses parents sont Alvin Mabansag, qui avait 29 ans au moment de sa naissance, et Margarette Mabansag, qui avait 28 ans. À sa naissance, la commission de la population des Philippines lui a offert un gâteau de bienvenue, et elle a été accueillie par toutes les infirmières de l'hôpital.